# Тау, Паркс
 Мфо Франклин Паркс Тау (англ. Mpho Franklyn Parks Tau; род. 1970, Orlando, Трансвааль) — государственный и политический деятель Южно-Африканской Республики, занимал должность мэра Йоханнесбурга (2011—2016).

## Биография
Родился 6 июня 1970 года в Соуэто, пригороде Йоханнесбурга. Участвовал в студенческих движениях против проводимой южноафриканскими властями политики апартеида, в 1989 году избран президентом Молодежного конгресса Соуэрто. С 26 мая 2011 года является мэром Йоханнесбурга. В октябре 2011 года избран региональным председателем Африканского национального конгресса (АНК) Йоханнесбурга. 
В августе 2014 года заявил, что ему стали известны факты о коррупции и мошенничестве со стороны многих местных предприятий, а также о готовности осуществить их наказание в судебном порядке. По его словам, коррупционная схема вытянула из бюджета города около 200 миллионов южноафриканских рэндов в более чем 100 различных случаях мошенничества. Состоит в официальном браке, имеет пять детей.